# 온라인 웜즈
《온라인 웜즈》(Onlineworms)는 위즈게임에서 개발한 팀17의 웜즈의 온라인 게임 버전이다. 2001년부터 아시아 시장에 진출하였으며 2002년에는 게임 이용자가 2만명을 돌파하였다.
온라인 웜즈는 대한민국에서 무료 다운로드 가능한 온라인 게임이였고 웜즈 2를 기반으로 하였었다. 그러나 현재는 서비스가 중단된 상태이다.

## 같이 보기
- 웜즈